# Naziha Réjiba
Naziha Réjiba (nota anche con lo pseudonimo Om Ziad (أم زياد); ...) è una giornalista e attivista dei diritti umani tunisina, editrice della rivista online Kalima. e per la sua attività in difesa dei diritti delle donne.

## Biografia
Nel 2000 Naziha Réjiba ha co-fondato Kalima insieme a Sihem Bensedrine. L'anno successivo Réjiba e Bensedrine hanno fondato l'Observatoire de la Liberté de la Presse, de L'Edition et de la Création (OLPEC), un gruppo che promuove la libertà di stampa e che è stato vietato in Tunisia.
Durante la presidenza di Zine El-Abidine Ben Ali, Réjiba è stata ripetutamente presa di mira dal governo tunisino. È stata costantemente sorvegliata e più volte interrogata dalla polizia. Inoltre, la sua rivista è vietata in Tunisia. Nel 2007 Réjiba ha ricevuto una serie di minacce anonime ed è stata oggetto di una campagna diffamatoria che coinvolgeva la diffusione di false fotografie oscene di suo marito. Nel 2008 la pagina web di Kalima è stata hackerata e chiusa. Réjiba ha accusato il governo di essere responsabile degli atti vandalici in un articolo ed è stata convocata in tribunale.
Nel 2009 ha vinto l'International Press Freedom Award dal Comitato per la protezione dei giornalisti. Il premio viene assegnato ai giornalisti che dimostrano coraggio nel difendere la libertà di stampa nonostante attacchi, minacce e incarcerazione.